# Gekko pradapdao
Gekko pradapdao — вид ящірок родини геконових (Gekkonidae). Описаний у 2021 році.

## Поширення
Ендемік Таїланду. Виявлений у печері Там-Хао у провінції Лопбурі.